# Hans Eschbach
Hans Eschbach (Den Haag, 7 april 1948 - Amersfoort, 26 maart 2019) was een Nederlandse predikant. Hij was vooral bekend als directeur van het Evangelisch Werkverband (2000-2011).

## Biografie
Eschbach werkte tien jaar als jongerenevangelist voor de christelijke jongerenorganisatie Youth for Christ (YfC). Hij woonde ook een paar jaar in Denemarken en was verantwoordelijk voor de oprichting van YfC Denemarken. Tegelijkertijd studeerde hij theologie. Na zijn periode bij de jongerenorganisatie was 20 jaar werkzaam als predikant in Enschede, Nootdorp, Aalsmeer en Spijkenisse.

### Evangelisch Werkverband
In maart 1995 werd mede op initiatief van Eschbach het Evangelisch Werkverband (EW) opgericht door een aantal Hervormde en Gereformeerde predikanten. In mei van dat jaar kwamen zij naar buiten met het Evangelisch Manifest waarin ze uitdrukking gaven aan de hoop voor opleving voor de kerk van Nederland. De kernpunten van het Evangelisch Manifest werden verder uitgewerkt in de door Eschbach geredigeerde bundel Vurig verlangen.
Een van de bekendste concepten van het EW zijn de Gemeente Groei Groepen. Dit zijn groepen gelovigen in plaatselijke kerken die regelmatig bij elkaar komen voor contact en om de Bijbel te lezen. Inmiddels zijn er – mede door de inzet van Eschbach - bijna tweeduizend van deze groepen.
Eschbach trad per 1 september 2011 terug als directeur van het EW. Hij werd opgevolgd door Hans Maat. Na zijn vertrek hield Eschbach zich bezig met de organisatie van het grootscheepse evangelisatieproject MEER. Dit trad in 2012 naar buiten en omvatte onder meer een glossy die christenen aan hun omgeving konden uitdelen, twee tours samen met Gerald Troost en diverse lokale initiatieven.

### Spreker
Eschbach sprak regelmatig in kerken en voor jeugdgroepen. Ook sprak hij op verschillende grote christelijke evenementen, zoals de conferentie Opwekking en de EO-jongerendag.

### Stichting de Bijlmerkerk
Op initiatief van Eschbach ontstond in 2004 stichting De Bijlmerkerk. Deze stichting werd opgericht om Afrikaanse kerken in Amsterdam-Zuidoost aan een gebouw te helpen. Het oorspronkelijk doel van de stichting was om drie multifunctionele kerkgebouwen neer te zetten. De stichting  haalde ongeveer negenhonderdduizend euro op. Met hulp van de Europese Unie, het stadsdeel Zuidoost en woningstichting Rochdale werd uiteindelijk het gebouw De Kandelaar gebouwd. In 2005 droeg hij de leiding over aan vastgoedondernemer Cor Verkade.

### Genezenverklaring
In 2007 claimde Eschbach op gebed genezen te zijn van darmkanker. Op een vrijdagmiddag zou hij in het ziekenhuis een CT-scan ondergaan om de uitzaaiingen vast te stellen. Die ochtend was er een samenkomst met het bestuur van het Evangelisch Werkverband. Daar werd voor hem gebeden en hij kreeg ziekenzalving. 's Middags kreeg hij de CT-scan. De uitslag kwam een week later: er zouden volgens Eschbach geen uitzaaiingen meer te vinden zijn. Achteraf gaf de predikant aan zelf een bepaalde verlegenheid te voelen, omdat hij wel genezen was en anderen niet.

### Latere activiteiten
Eschbach was actief als emeritus predikant in de Protestantse kerk van Driebergen. Daarnaast was hij voorzitter van de stichting SOFAK (Stichting Ondersteuningsfonds Allochtone Kerken) en was hij lid van het managementteam van International Church Plants. Ook werkte hij regelmatig als predikant in een van de Nederlandse kerken in Spanje en Portugal. In de zomer van 2018 legde hij al zijn activiteiten neer vanwege onbehandelbare alvleesklierkanker. Hij overleed op 26 maart 2019.

## Persoonlijk
Eschbach was getrouwd met Kea. Samen hebben ze twee kinderen.

## Voornaamste publicaties
- De groeigroep als bouwsteen. Een model voor de opbouw van de gemeente door middel van kleine groepen en groeigroepprogramma's voor drie jaar (Kampen: Kok Voorhoeve, 1993)
- (red.), Vurig verlangen. Evangelische vernieuwing in de traditionele kerken (Zoetermeer: Boekencentrum, 1996)
- Geloven gaat verder. Een plakboek voor leerlingen van Jezus (Amerongen: Internationale Bijbel Bond 2003)
- Kleine groepen - Grote kansen. Handboek voor Gemeente Groei Groepen(Amerongen: Internationale Bijbel Bond 2007)
- Voortdurend verlangen. Geestelijke vernieuwing in de Protestantse kerk (Zoetermeer: Boekencentrum 2011)

- Library of Congress Control Number: n97099416
- Nederlandse Thesaurus van Auteursnamen: 072117753
- Virtual International Authority File: 41131380
- WorldCat: E39PBJyCBVhKhbP7jJXrgdX8G3